# قلعة أبرزو (بزو)
قلعة أبزو هي إحدى مشيخات المملكة المغربية، تتبع جغرافيا لإقليم أزيلال وإداريًا لبزو. يقدر عدد سكانها بـ 7756 نسمة حسب الإحصاء الرسمي للسكان والسكنى لسنة 2004.